# オベールの主題によるロンディーノ
オベールのオペラ『石工』の主題によるピアノ五重奏のためのロンディーノ（フランス語: Rondino sur un thême favori de l’opera Le maçon d’Auber. Pour le pianoforte avec accomp. de deux violons, alto et violoncelle, oeuv. 127） 作品127 は、カール・ツェルニーが作曲したピアノ五重奏曲。

## 概要
本作は1825年5月3日のパリにおけるオベールの出世作となるオペラ『石工』の初演の翌年に書かれた。主題は第1幕の「良き職人の日課」からとられている。
1826年にディアベリから出版された。ピアノと弦楽合奏のための編曲も存在する。

## 楽曲構成
JNTRODUCTION: Andante 4/4拍子 ヘ長調
緩やかな序奏によって開始する。速度がゆったりした中にも華麗なパッセージが挿入される（譜例1）。序奏の中でイ長調へと転調が行われる。
譜例1
RONDINO: Allegretto grazioso 4/4拍子 イ長調
フェルマータの後にロンディーノとなる（譜例2）。この作品ではこうした小休止やカデンツァが場面の区切りに利用されている。
譜例2
5オクターヴを超えるスケールの走句を挟み、譜例3の落ち着いた主題が提示される。その後、譜例2の再現がありカデンツァが挿入される。
譜例3
ニ長調に転じて譜例2による展開が行われ、反復記号によって繰り返される。その後、音楽は16分音符の動きに取って代わられ、その中でイ長調へと復帰を果たす。譜例3の再現に続いて再び素早い動きで推移すると次第に静まっていく。
Allegro vivace 6/8拍子 イ長調
最終部分では拍子を変更して新しい主題が導入される（譜例4）。
譜例4
ピアノが忙しなく動き回って盛り上がりを作り上げた後、ピウ・レントになって音量も減らして静まっていくが、最後に堂々をイ長調の主和音を鳴らして終幕となる。